# Perma
Perma är ett arrondissement i kommunen Natitingou i Benin. Den hade 8 161 invånare år 2002.